# ۲۰۰۱

سال ۲۰۰۱ (دوهزار و یک) میلادی یک سال عادی در تقویم گریگوری بود که از آغاز دوشنبه ۱ ژانویه ۲۰۰۱ شروع شد و در پایان دوشنبه ۳۱ دسامبر ۲۰۰۱ به پایان رسید. سال ۲۰۰۱ اولین سال از قرن ۲۱ میلادی و نیز اولین سال از هزاره سوم میلادی بود. 
سال ۲۰۰۱ از طرف مجمع عمومی سازمان ملل متحد سال گفتگوی تمدن‌ها نامیده شد. که این نام برای اولین بار توسط سیدمحمد خاتمی رئیس جمهور وقت ایران در طی سخنرانی خود در مجمع عمومی سازمان ملل پیشنهاد شد و اعضای مجمع پس از رای‌گیری به این پیشنهاد پاسخ مثبت دادند.

## رویدادها
افتتاح سامانهٔ ویکی پدیا

### اکتبر
۲۲ اکتبر - انتشار بازی ویدیویی اتومبیل‌دزدی بزرگ ۳

### ژانویه
- ۱ ژانویه - جشن ورود به سده بیست و یکم

### سپتامبر
- ۱۱ سپتامبر - حمله‌های یازده سپتامبر به نیویورک

## زادگان
- ۱۱ دسامبر – آرمل بلا-کوچپ، بازیکن فوتبال اهل آلمان
- ۱۷ دسامبر - بیلی آیلیش، خواننده و ترانه سرا آمریکایی

## درگذشتگان
- ۲۴ ژانویه – فرانس پاولس، دوچرخه‌سوار اهل هلند (ز. ۱۹۱۸)
- ۳۱ ژانویه - گوردون آر. دیکسون، نویسنده کانادایی (ز. ۱۹۲۳)
- ۲۵ فوریه - دونالد برادمن، بازیکن کریکت استرالیایی (ز. ۱۹۰۸)
- ۱۸ مارس - جان فیلیپس (نوازنده)، گیتاریست، خواننده، و آهنگساز آمریکایی (ز. ۱۹۳۵)
- ۳۱ مارس - کلیفورد گلنوود شال، فیزیک‌دان آمریکایی (ز. ۱۹۱۵)
- ۷ آوریل - دیوید گراف، بازیگر آمریکایی (ز. ۱۹۵۰)
- ۱۱ مه - داگلاس آدامز، فیلمنامه‌نویس و نویسنده بریتانیایی (ز. ۱۹۵۲)
- ۱۲ مه - پری کومو، خواننده آمریکایی (ز. ۱۹۱۲)
- ۱۳ مه - ر.ک. نارایان، نویسنده و سیاست‌مدار هندی (ز. ۱۹۰۶)
- ۳ ژوئن - آنتونی کوئین، کارگردان، بازیگر، نویسنده، و مجسمه‌ساز آمریکایی (ز. ۱۹۱۵)
- ۱۷ ژوئن - دونالد کرام، شیمی‌دان آمریکایی (ز. ۱۹۱۹)
- ۲۱ ژوئن - جان لی هوکر, خواننده، ترانه‌سرا و گیتاریست بلوز آمریکایی
- ۳۰ ژوئن - چت اتکینز، گیتاریست آمریکایی (ز. ۱۹۲۴)
- ۱ ژوئیه - نیکولای باسوف، فیزیک‌دان روسی (ز. ۱۹۲۲)
- ۲۹ ژوئیه - ادوارد گیئرک، سیاست‌مدار لهستانی (ز. ۱۹۱۳)
- ۱ اوت - پول اندرسون، نویسنده آمریکایی (ز. ۱۹۲۶)
- ۲۰ اوت - فرد هویل، فیلمنامه‌نویس و ستاره‌شناس بریتانیایی (ز. ۱۹۱۵)
- ۲۴ اوت - جین گریر، موسیقی‌دان، بازیگر، و خواننده آمریکایی (ز. ۱۹۲۴)
- ۲۸ اوت – ارنست اشتتلر، دوچرخه‌سوار اهل سوئیس (ز. ۱۹۲۱)
- ۲ سپتامبر - کریستیان بارنارد، جراح اهل آفریقای جنوبی (ز. ۱۹۲۲)
- ۳ سپتامبر - توی ترانگ، بازیگر آمریکایی (ز. ۱۹۷۳)
- ۹ سپتامبر - احمد شاه مسعود، سیاست‌مدار افغان (ز. ۱۹۵۳)
- ۲۲ اکتبر - برتی می، بازیکن فوتبال بریتانیایی (ز. ۱۹۱۸)
- ۱۰ نوامبر - کن کیسی، نویسنده آمریکایی (ز. ۱۹۳۵)
- ۲۵ نوامبر - ریاض احمد گوهر شاهی، نویسنده پاکستانی (ز. ۱۹۴۱)
- ۱۳ دسامبر - چاک شولدینر، گیتاریست و خواننده آمریکایی (ز. ۱۹۶۷)
- ۲۶ دسامبر - نایجل هاثورن، بازیگر بریتانیایی (ز. ۱۹۲۹)

### فوریه
- ۴ فوریه - یانیس زناکیس, آهنگساز یونانی - فرانسوی

### مارس
- ۵ مارس - یان مک‌هارگ, معمار آمریکایی اسکاتلندی تبار

### ژوئیه
- ۱۶ ژوئیه - به‌آته اوزه, خلبان و شرکت‌دار آلمانی

### اوت
- ۲۰ اوت - فرد هویل, ستاره‌شناسی بریتانیایی

### سپتامبر
- ۲ سپتامبر - کریستیان بارنارد, جراح اهل آفریقای جنوبی و نخستین عمل پیوند قلب انسان در جهان
- ۹ سپتامبر - احمدشاه مسعود

### نوامبر
- ۲۹ نوامبر - جورج هریسون, موسیقیدان، ترانه سرا تهیه‌کننده انگلیسی و عضو گروه افسانه‌ای بیتلز

### دسامبر
- ۱۳ دسامبر - چاک شولدینر, خواننده، آهنگ‌ساز و گیتاریست آمریکایی